# Murazzano
Murazzano är en ort och kommun i provinsen Cuneo i regionen Piemonte i Italien. Kommunen hade 832 invånare (2018).